# Maria (mãe de Jesus)
Maria, também conhecida como Maria de Nazaré e chamada pelos católicos e ortodoxos de Virgem Maria, Santa Maria e Nossa Senhora, foi uma mulher judia do primeiro século de Nazaré, a filha de Joaquim e Ana, esposa de José e mãe de Jesus. Ela é uma figura importante do cristianismo, venerada sob vários títulos, como virgem ou rainha, muitos deles mencionados na Ladainha de Loreto. As igrejas Ortodoxa Oriental e Oriental, Católica, Anglicana, Metodista e Luterana acreditam que Maria, como mãe de Jesus, é a Mãe de Deus. A Igreja do Oriente historicamente a considerou como Christotokos, um termo ainda usado na liturgia da Igreja Assíria do Oriente. Outras visões protestantes sobre Maria variam, com alguns considerando que ela tem um status menor. Ela tem a posição mais alta no islamismo entre todas as mulheres e é mencionada inúmeras vezes no Alcorão, inclusive em um capítulo com seu nome. Ela também é reverenciada na Fé Bahá'í.
Os evangelhos canônicos de São Mateus e São Lucas descrevem Maria como uma virgem (em grego: παρθένος; parthenos). Tradicionalmente, os cristãos acreditam que ela concebeu seu filho milagrosamente pela ação do Espírito Santo. Os muçulmanos acreditam que ela concebeu pelo comando de Deus. Isso ocorreu quando ela estava noiva de José e aguardava o rito do casamento, que tornaria a união formal. Ela se casou com José e o acompanhou a Belém, onde Jesus nasceu. De acordo com o costume judaico, o noivado teria ocorrido quando ela tinha cerca de 12 anos, o nascimento de Jesus aconteceu cerca de um ano depois.
O Novo Testamento começa o seu relato da vida de Maria com a anunciação, quando o anjo Gabriel apareceu a ela anunciando que Deus a escolheu para ser a mãe de Jesus. A tradição da Igreja e os apócrifos canônicos afirmam que os pais de Maria eram um casal de idosos, São Joaquim e Santa Ana. A Bíblia registra o papel de Maria em eventos importantes da vida de Jesus, desde o seu nascimento até a sua ascensão. Os apócrifos canônicos falam de sua morte e posterior assunção ao céu.
Os cristãos acreditam que Maria, como mãe de Jesus, é a Mãe de Deus Encarnado (Μήτηρ Θεοῦ) e a Teótoco ou a Deípara, literalmente a Portadora de Deus. Maria foi venerada desde o início do cristianismo. Ao longo dos séculos ela tem sido um dos assuntos favoritos da arte, da música e da literatura cristã.
Há uma diversidade significativa nas crenças e práticas devocionais marianas entre as grandes tradições cristãs. A Igreja Católica tem uma série de dogmas marianos, como a Imaculada Conceição de Maria e a Assunção de Maria. Os católicos referem-se a ela como Nossa Senhora e a veneram como a Rainha do Céu e Mãe da Igreja, baseados no fato dela ter sido a mãe de Jesus que, segundo os Dogmas do Cristianismo, é Deus. Contudo, outras denominações que acreditam na divindade de Cristo, como a dos protestantes, não compartilham dessas crenças, sem atribuir a ela tais títulos por conta das poucas referências bíblicas sobre sua vida.

#### Palavras dirigidas a Maria

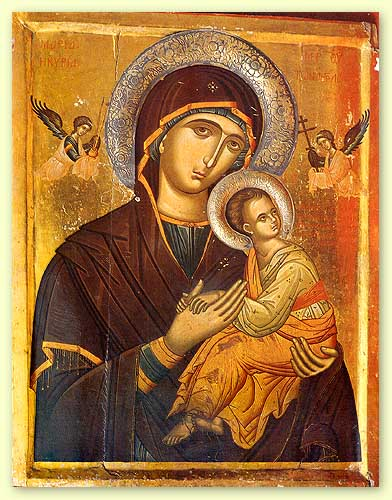
Ícone da Virgem Maria (pintura do século XVI) do Mosteiro Ortodoxo de Santa Catarina no Monte Sinai, Egito

### Festas Marianas

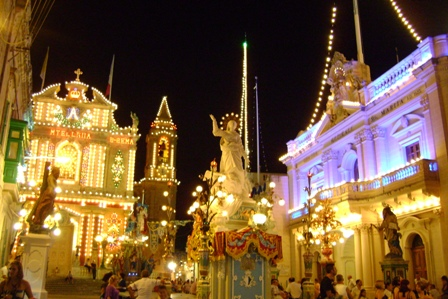
Decorações durante a Festa da Assunção em Għaxaq, Malta

#### As sete dores de Maria

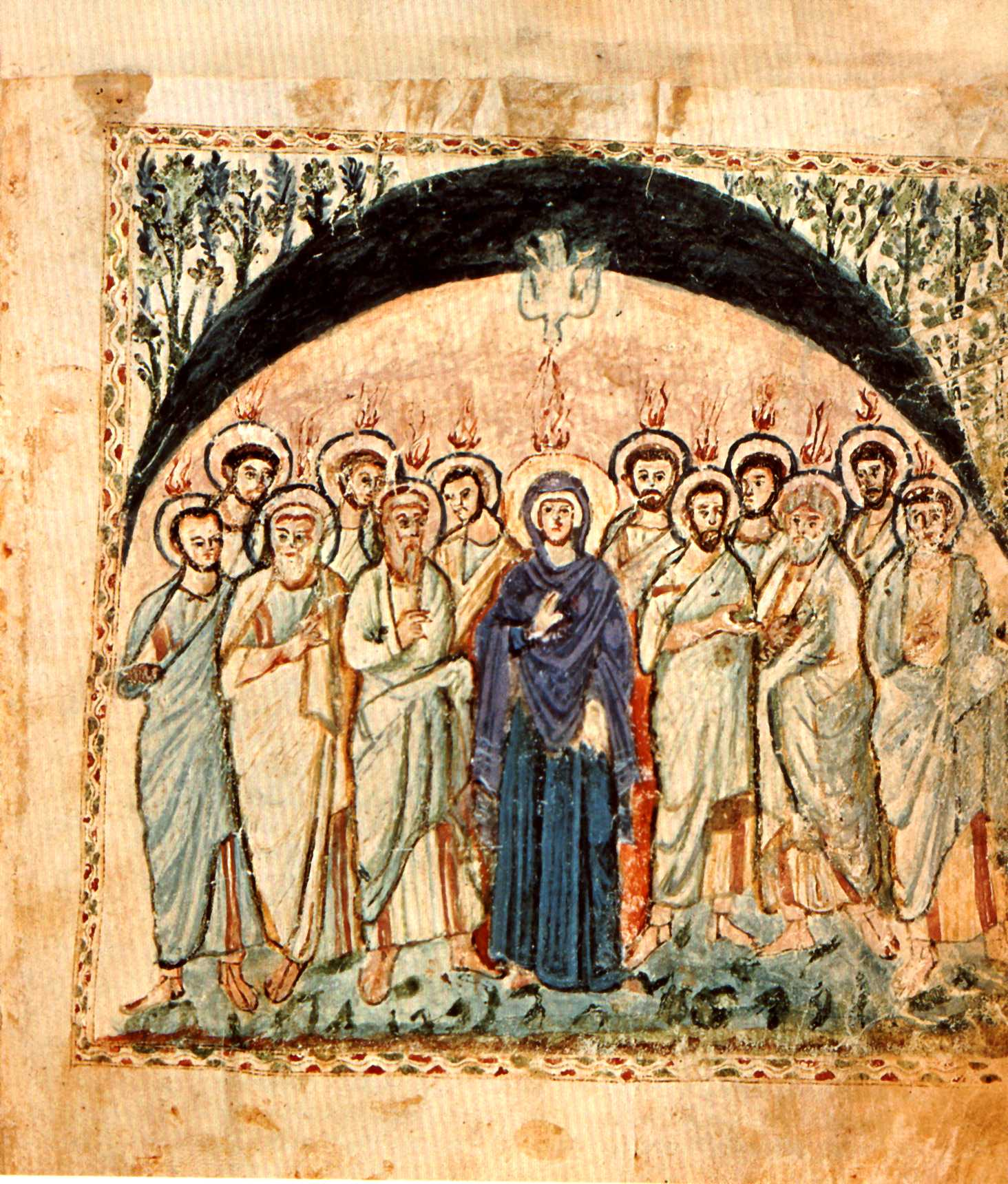
Maria e os apóstolos durante o Pentecostes, miniatura dos Evangelhos de Rabula, século VI.
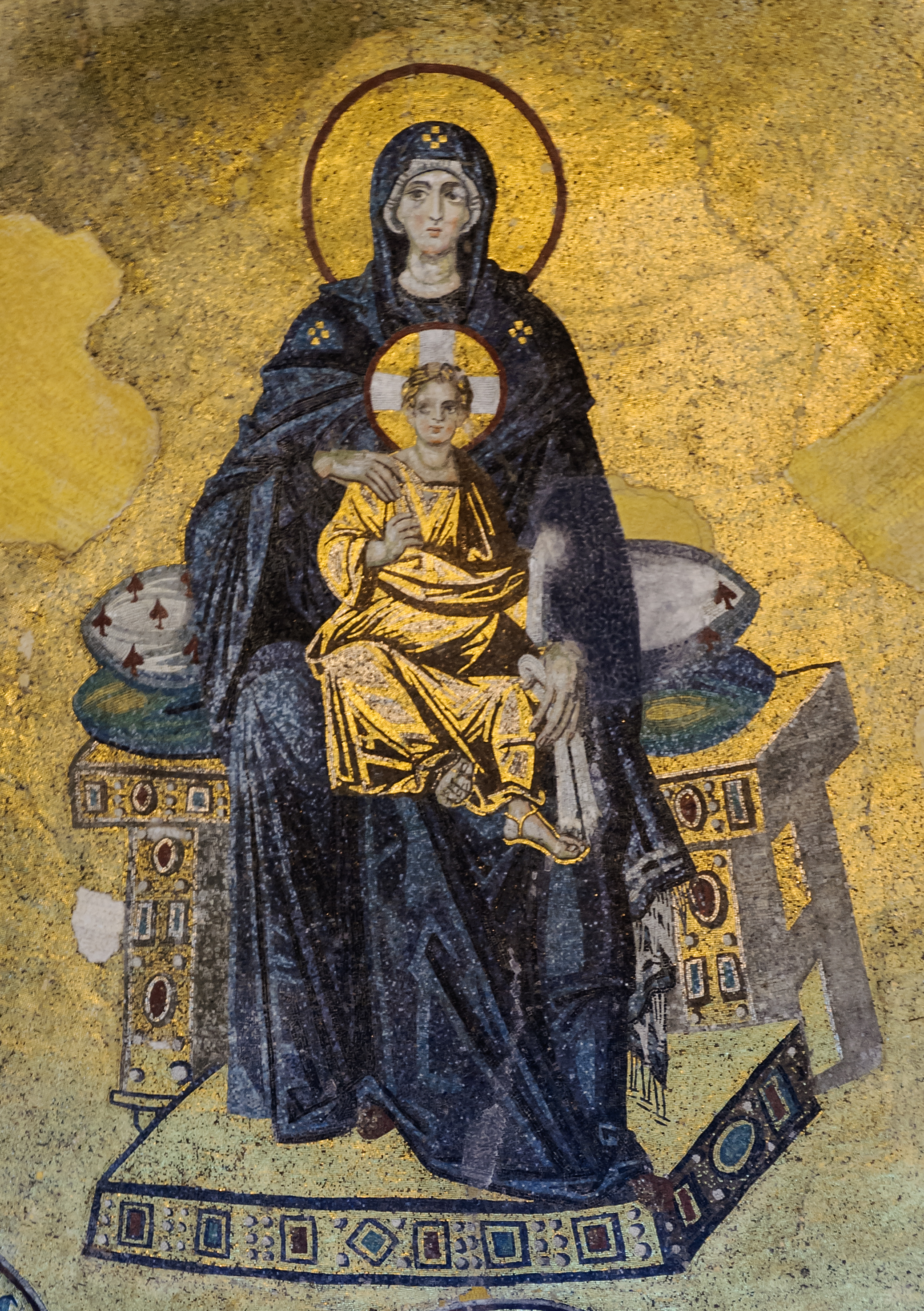
A Theotokos com o Menino Jesus em Majestade, mosaico da abside (século IX), antiga basílica de Hagia Sophia em Constantinopla.
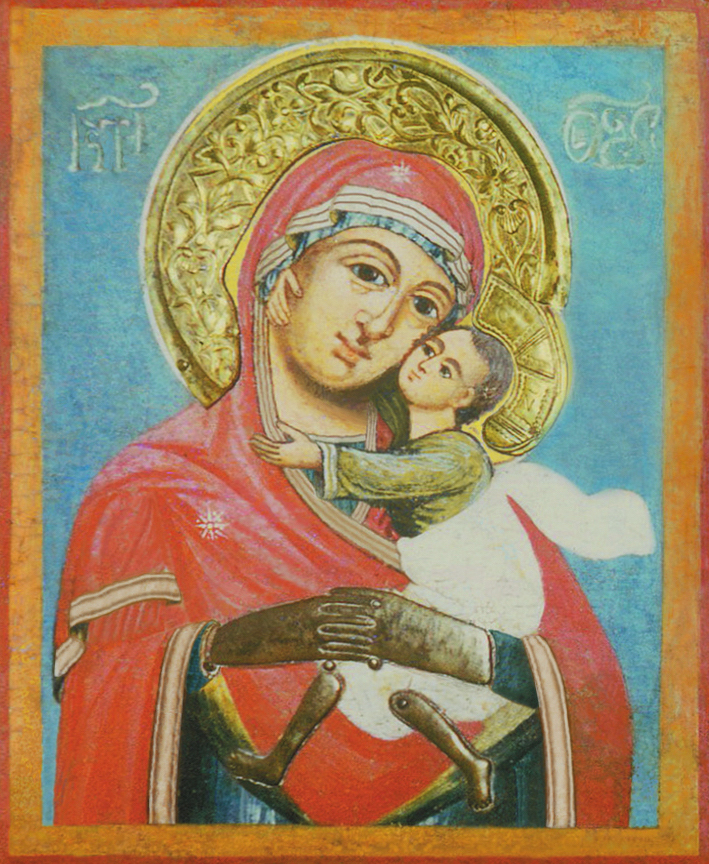
Mãe de Deus (ΜΡ ΘΥ) com o menino Jesus em ternura, ícone sobre madeira da Transilvânia, final do século XVIII.
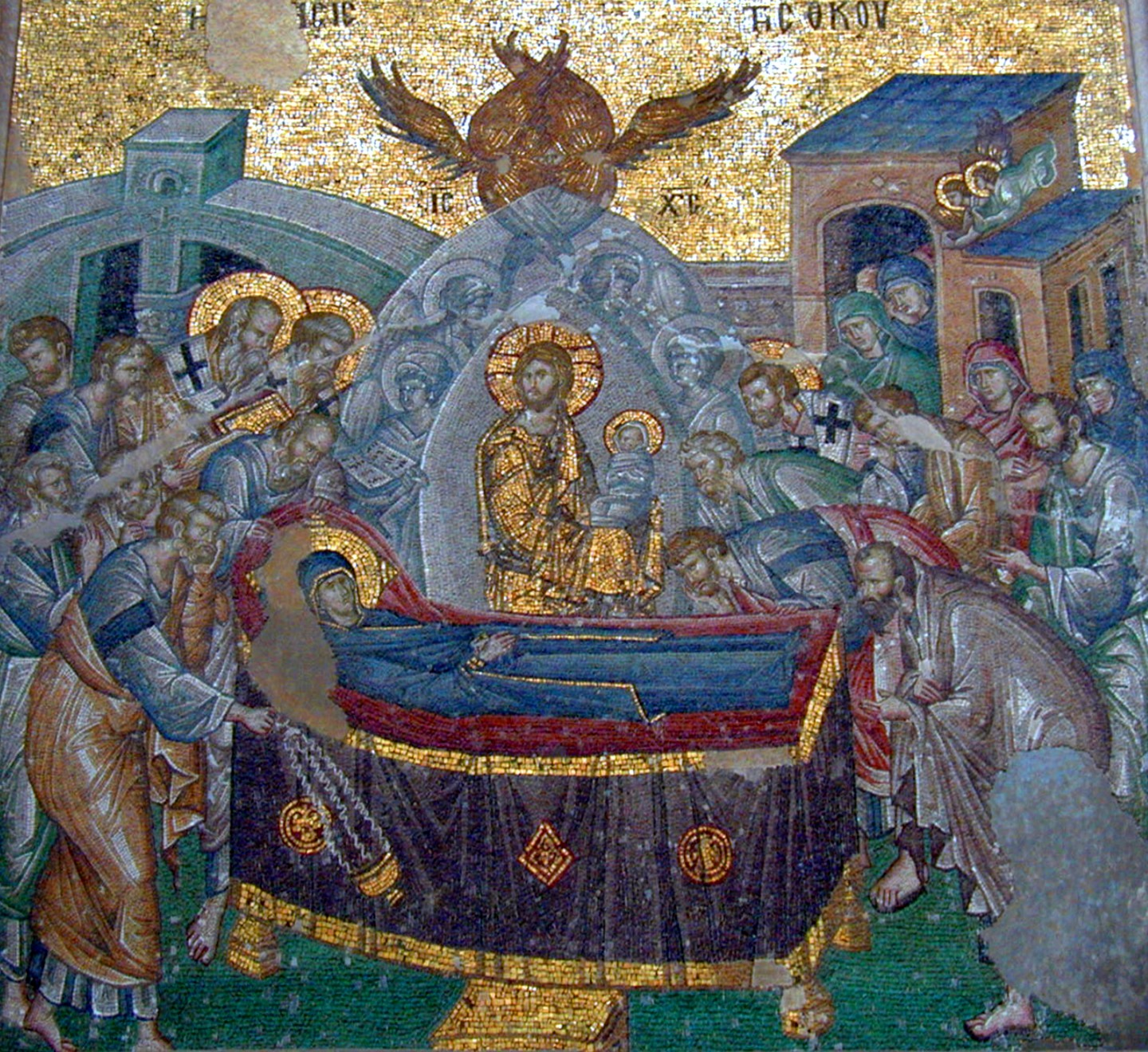
Dormição da Virgem, mosaico ortodoxo da Igreja do Santo Salvador em Chora, Istambul.
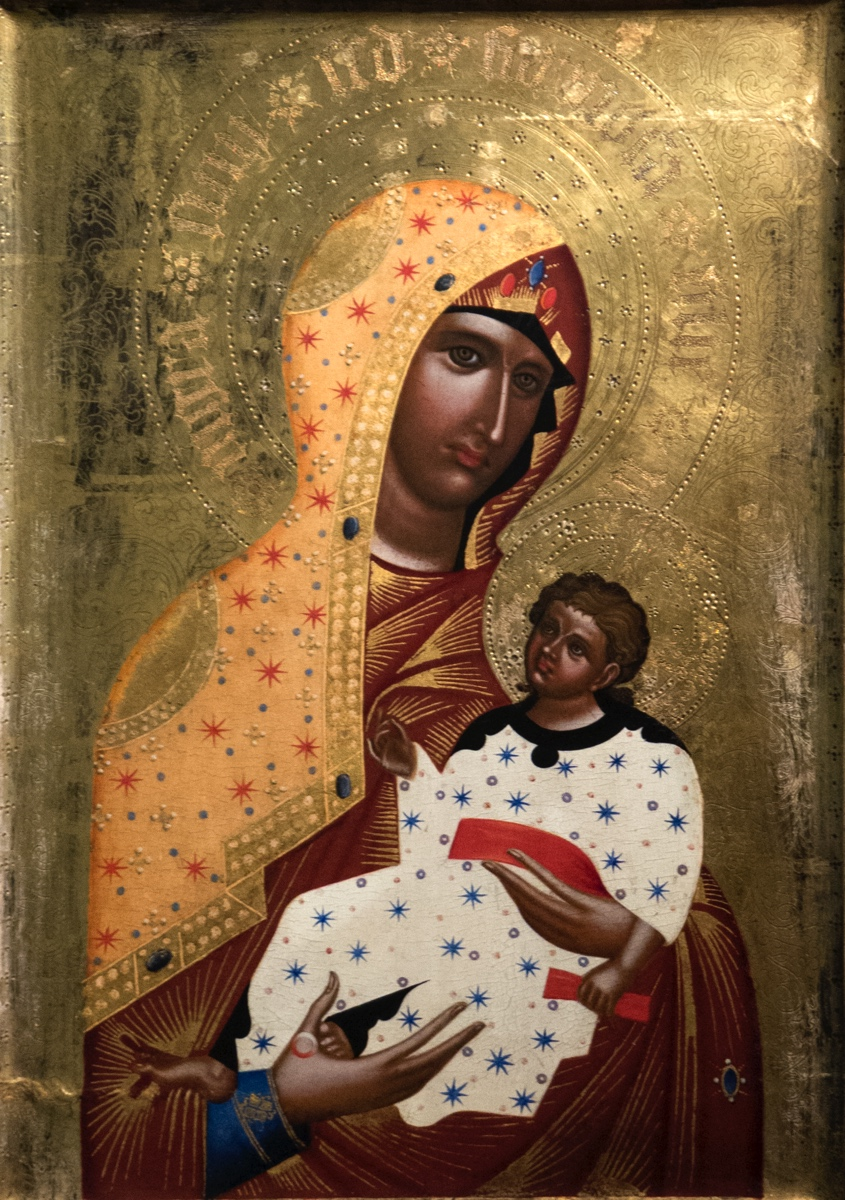
A Madona Negra de Březnice (1396), Galeria Nacional em Praga.
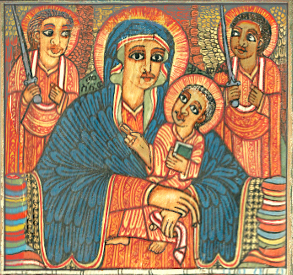
Ícone abissínio Theotokos com o menino Jesus, museu Paul Delouvrier, Évry, França.
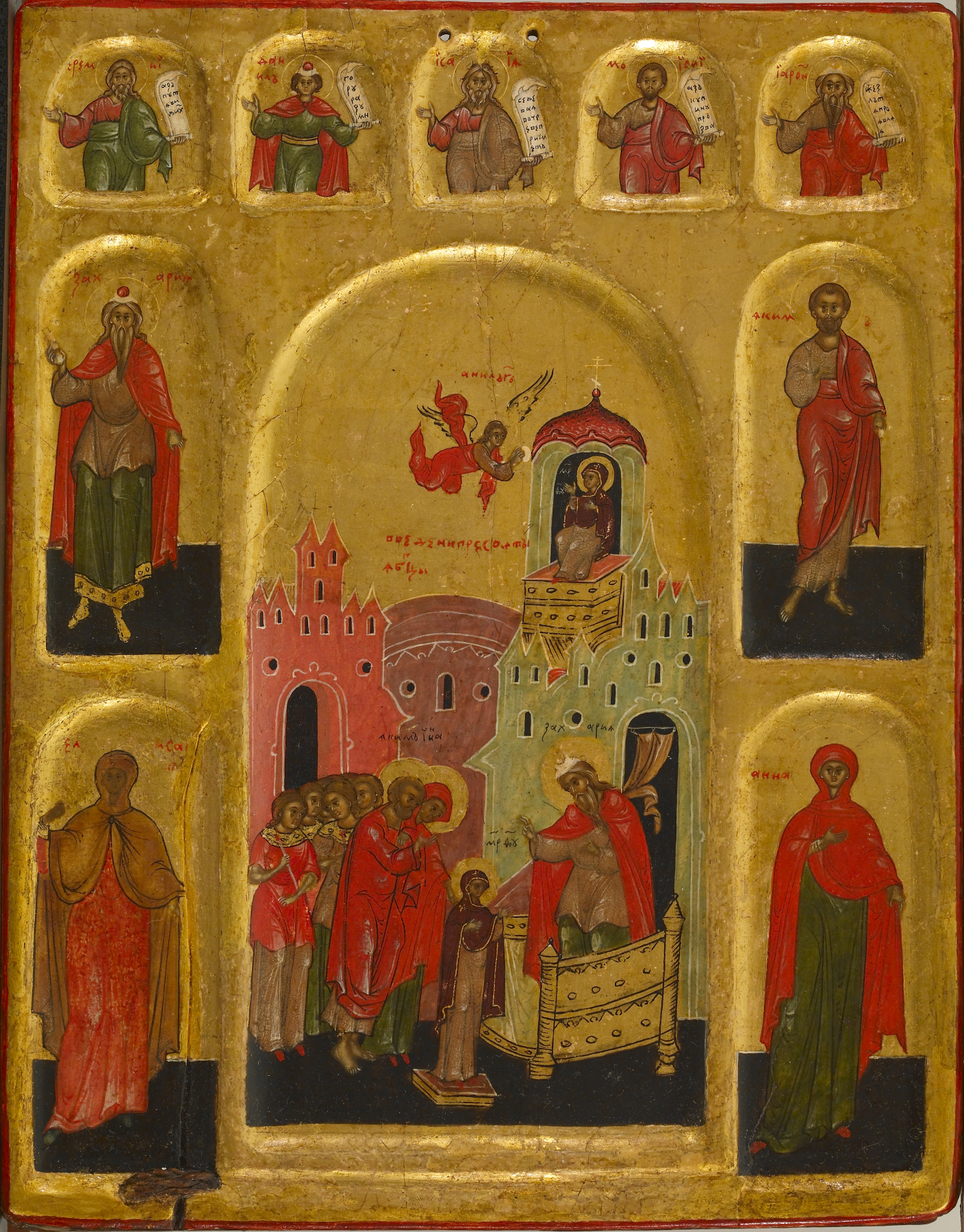
A Apresentação de Maria no Templo, episódio que só é relatado no Protoevangelho de Tiago. Ícone russo, por volta de 1600, Museu de Arte Walters.

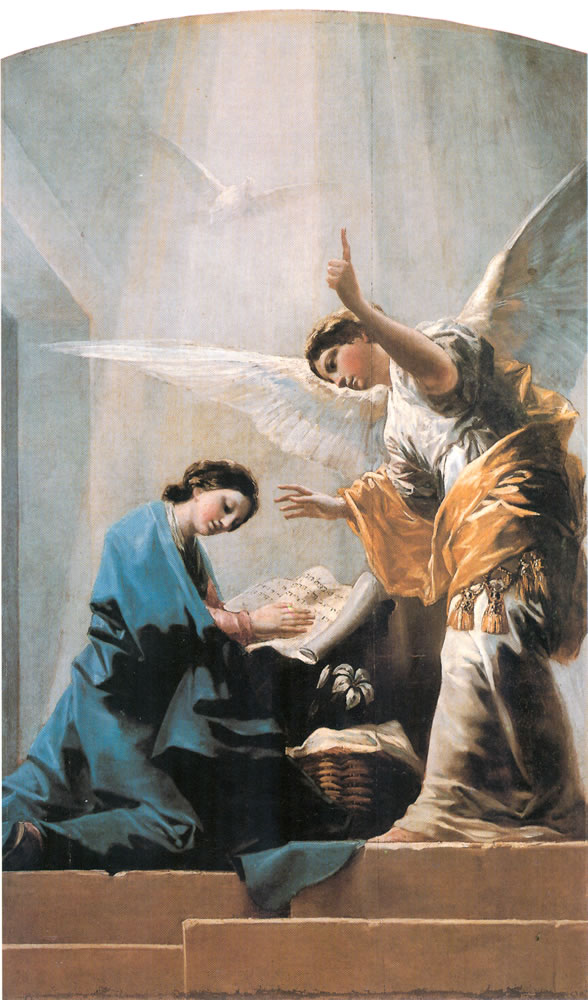
A Anunciação, de Francisco de Goya (por volta de 1785).

#### No Catolicismo Romano

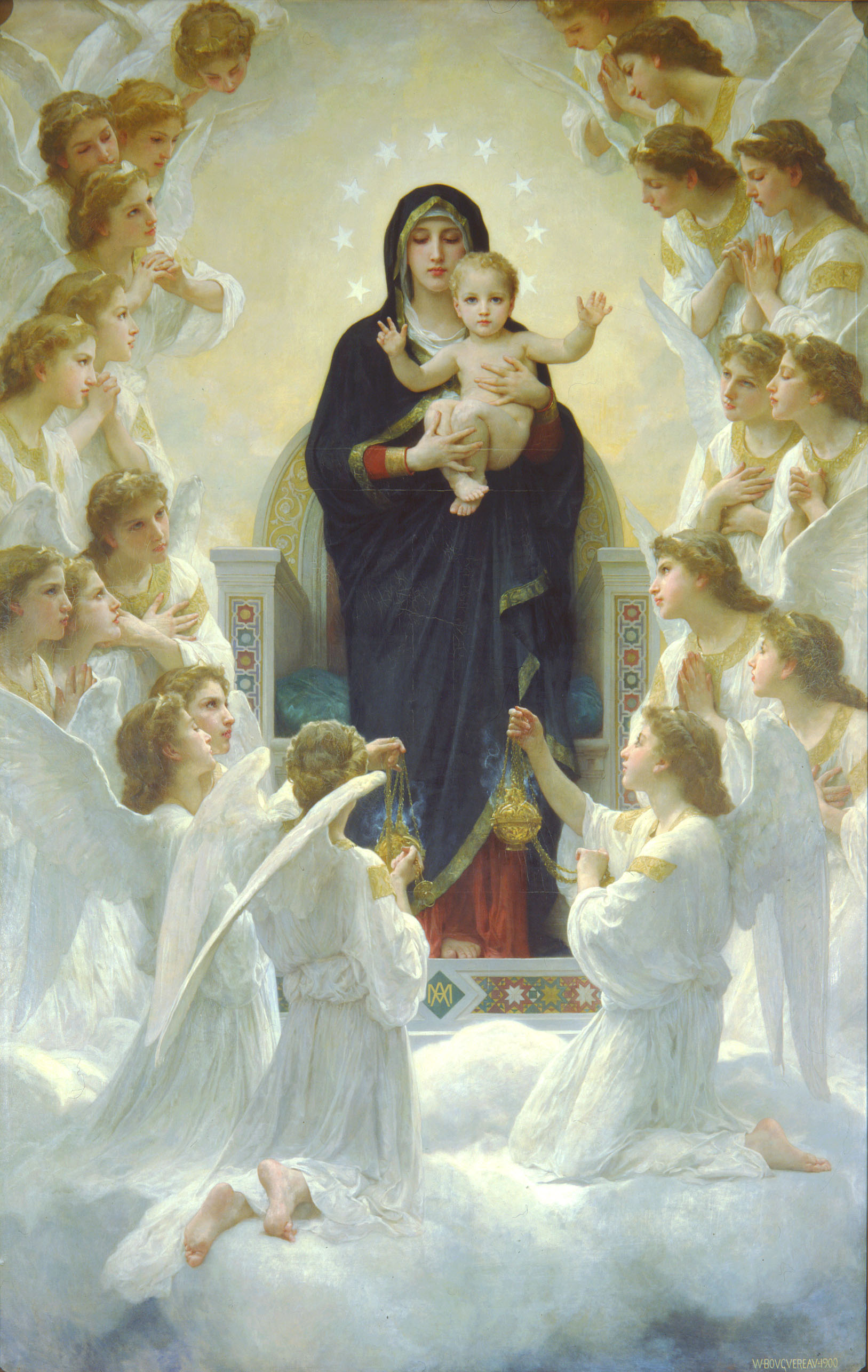
A virgem com os anjos, por William-Adolphe Bouguereau, 1900

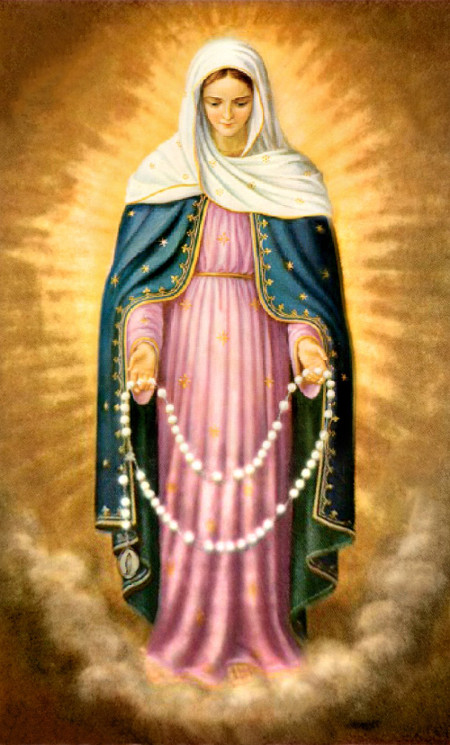
Nossa Senhora das Lágrimas, autor desconhecido, 1930

## Em fontes antigas

### No Novo Testamento
| “ | O Novo Testamento relata sua humildade e obediência à mensagem de Deus e faz dela um exemplo para cristãos de todas as idades. Fora das informações fornecidas no Novo Testamento pelos Evangelhos sobre a dama da Galileia, a devoção cristã e a teologia construíram uma imagem de Maria, que cumpre a previsão atribuída a ela no Magnificat: «Doravante todas as gerações me chamarão bem-aventurada.» (Lucas 1:48) | ” |
|   | — "Mary." Web: 29Sep2010 Encyclopædia Britannica Online. |   |

O nome "Maria" vem do grego Μαρίας. O nome do Novo Testamento foi baseado em seu nome original em aramaico Maryām. Ambos, Μαρίας e Μαριάμ, aparecem no Novo Testamento.

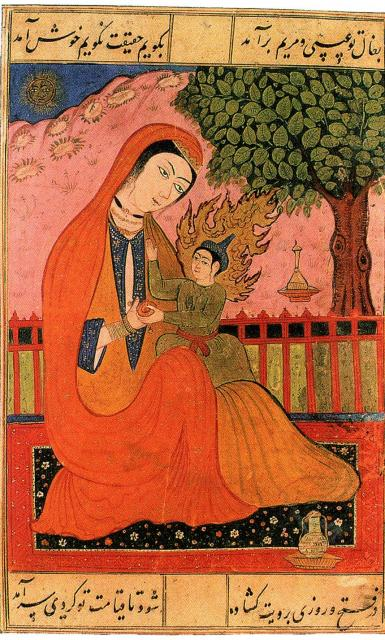
Maryam (Maria) com seu filho Isa (Jesus), miniatura persa

Maria, a mãe de Jesus, é chamada pelo nome cerca de vinte vezes no Novo Testamento.

#### Família e infância

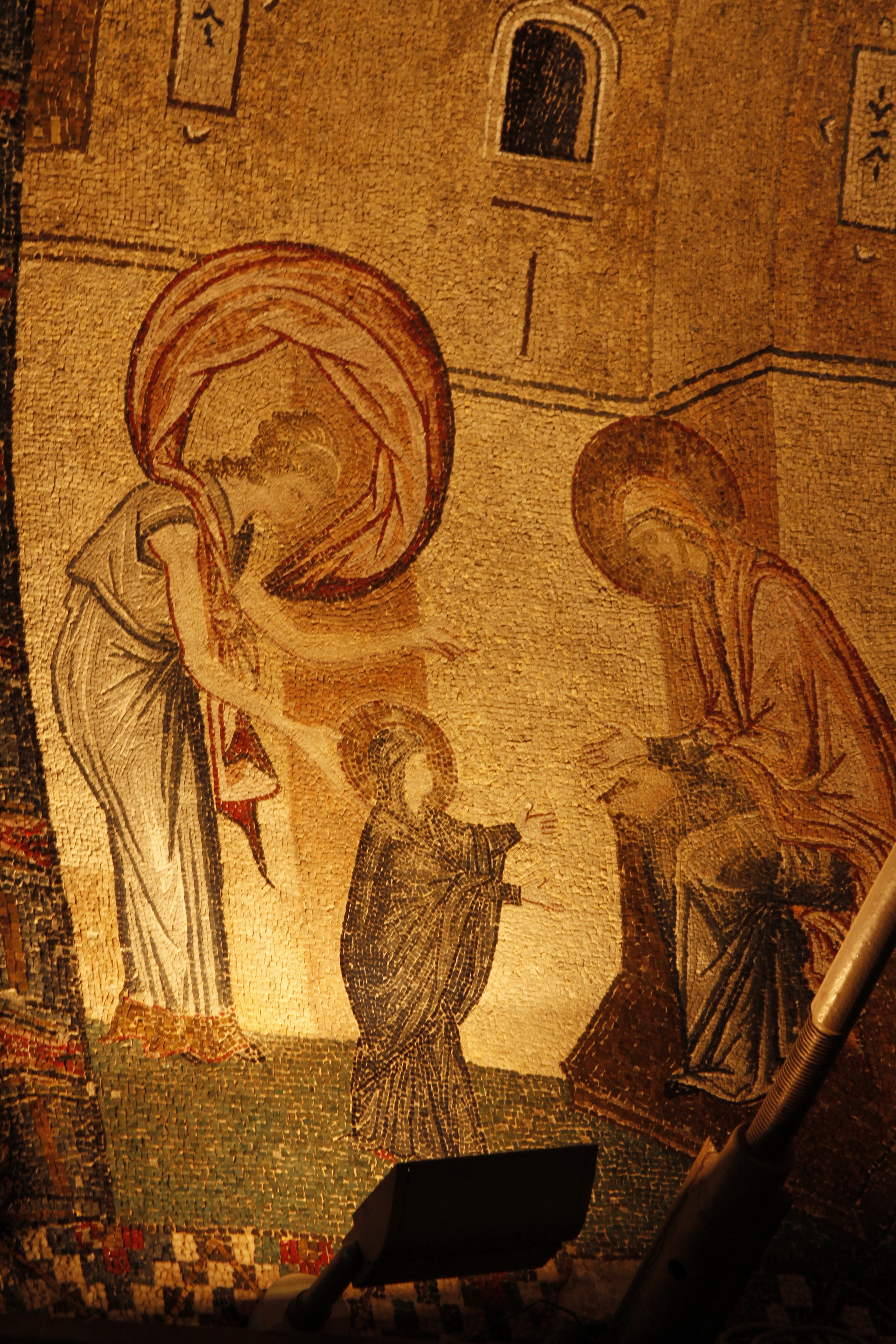
Os primeiros sete passos de Maria, Mosaico do século XII na Igreja de Chora, Istambul

## Representação nas artes

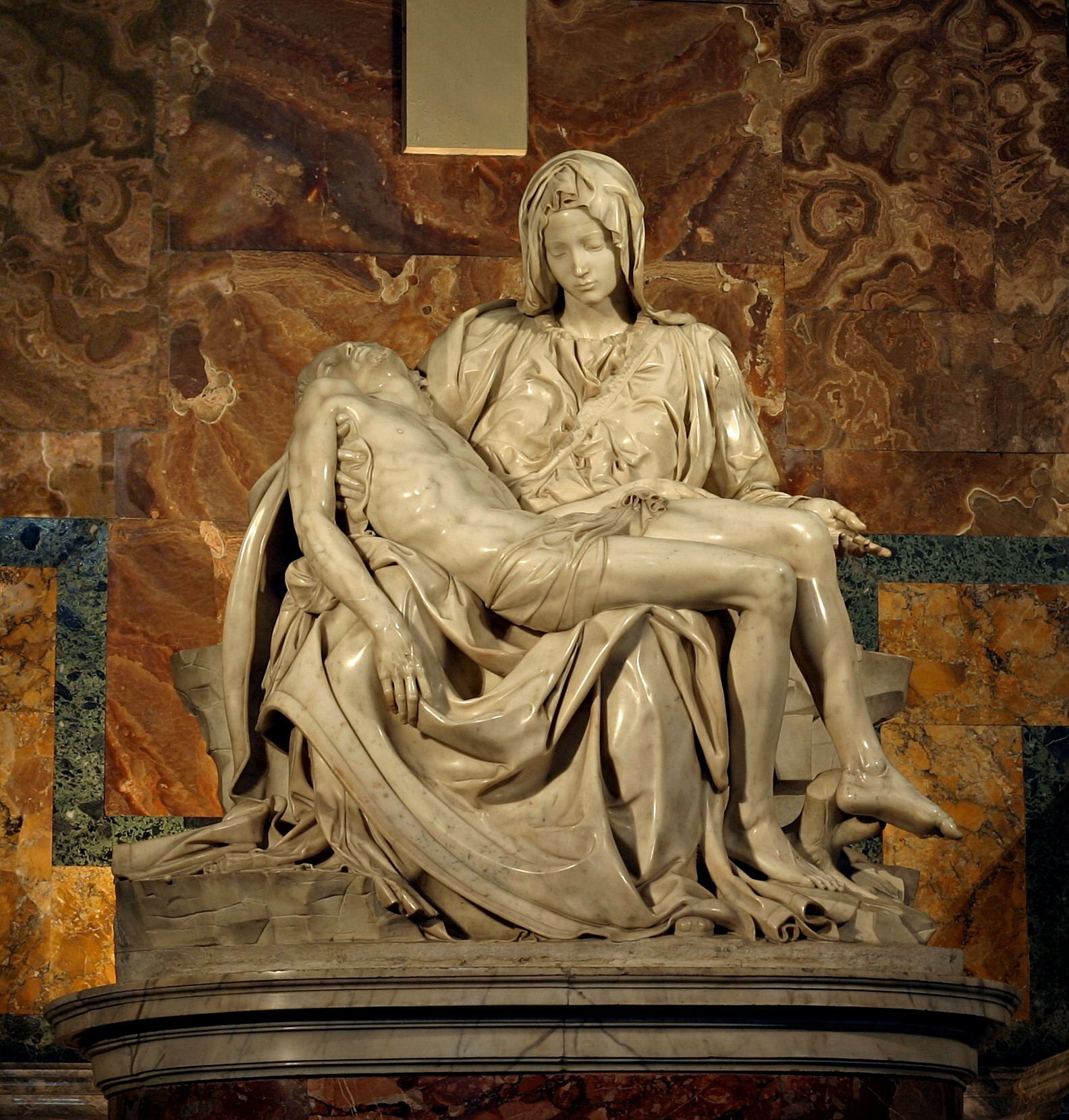
A Pietá de Miquelângelo

### Pintura

A Virgem, o Menino e Santa Ana, por Leonardo da Vinci, 1510, Museu do Louvre, Paris